# Liste der Monuments historiques in Mazion
Die Liste der Monuments historiques in Mazion führt die Monuments historiques in der französischen Gemeinde Mazion auf.

## Liste der Bauwerke
| Bezeichnung        | Beschreibung | Standort | Kennzeichnung | Schutzstatus | Datum | Bild |
| ------------------ | ------------ | -------- | ------------- | ------------ | ----- | ---- |
| Domaine de Valette |              | (Lage)   | PA33000066    | Inscrit      | 2002  |      |

## Liste der Objekte
| Bezeichnung                | Beschreibung                                    | Standort                        | Kennzeichnung | Schutzstatus | Datum | Bild |
| -------------------------- | ----------------------------------------------- | ------------------------------- | ------------- | ------------ | ----- | ---- |
| Skulptur eines Bischofs    | Stein, polychrom gefasst, Ende des Mittelalters | in der Kirche Notre-Dame (Lage) | PM33002115    | Inscrit      | 2012  |      |
| Skulptur Christus am Kreuz | Holz, polychrom gefasst, 17. Jahrhundert        | in der Kirche Notre-Dame (Lage) | PM33002114    | Inscrit      | 2012  |      |